# Nan (brød)
 For alternative betydninger, se Nan. (Se også artikler, som begynder med Nan)
Nan (fra persisk نان nān, som betyder brød) eller naan er et fladt ca. 1 cm tykt, rundt eller ovalt hvede-brød som er meget brugt i indisk og pakistansk mad. I modsætning til chapati indeholder nan gær og det indeholder også gerne mælk eller yoghurt hvilket gør at det bliver fyldigere og tykkere. Nan bliver også brugt til at spise maden med ligesom med en ske.
Nan er populært som tilbehør til indisk mad i vesten, især til retter med karry. Man spiser også nan i Iran, Afghanistan, Pakistan og i hele det centralasiatiske område. I Afghanistan kan man lave brødet helt op til en meter langt.
 Der er for få eller ingen kildehenvisninger i denne artikel, hvilket er et problem. Du kan hjælpe ved at angive troværdige kilder til de påstande, som fremføres i artiklen.